# Zurnhausen
Zurnhausen ist ein Ortsteil der Großen Kreisstadt Freising im oberbayerischen Landkreis Freising.

## Lage
Die Amper fließt nördlich in 1,5 km Entfernung. Der Weiler liegt 500 m von der Bundesstraße 301 entfernt.

## Ortsbeschreibung
Zurnhausen war ursprünglich aus fünf Höfen gebildet; Stand 2024 sind es aufgrund von Neubauten neun Hausnummern. Es gibt ein Jesuskreuz an der Kuhweide. Es gibt außerdem einen Fischweiher und einen Baggerbetrieb.
Die Hochschule Weihenstephan-Triesdorf betreibt in Zurnhausen einen Versuchsbetrieb der Fakultät Land- und Ernährungswirtschaft.